# Acacia nilotica
Acacia nilotica är en ärtväxtart som först beskrevs av Carl von Linné, och fick sitt nu gällande namn av Alire Raffeneau Delile. Acacia nilotica ingår i släktet akacior, och familjen ärtväxter.

## Underarter
Arten delas in i följande underarter:
- A. n. adstringens
- A. n. cupressiformis
- A. n. hemispherica
- A. n. indica
- A. n. kraussiana
- A. n. leiocarpa
- A. n. nilotica
- A. n. subalata
- A. n. tomentosa

## Bildgalleri

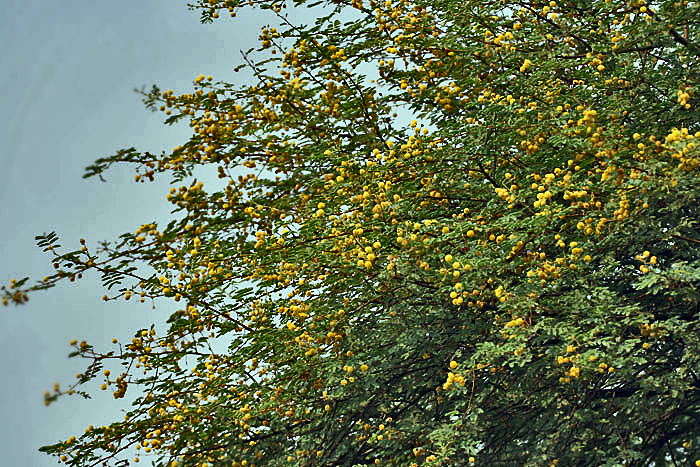
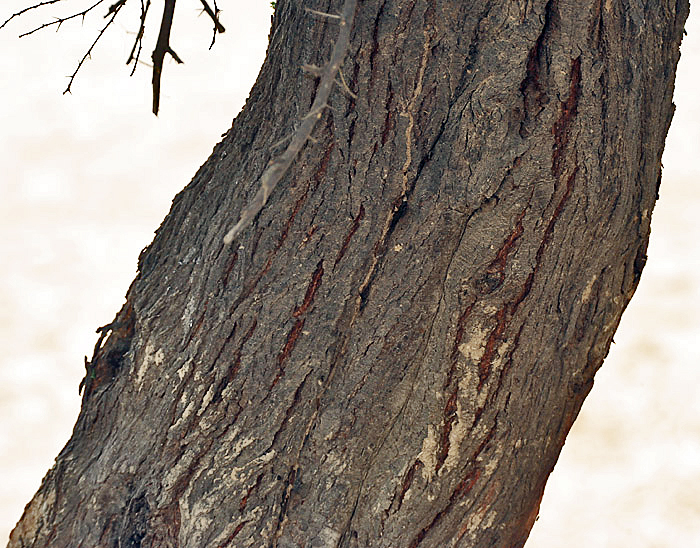
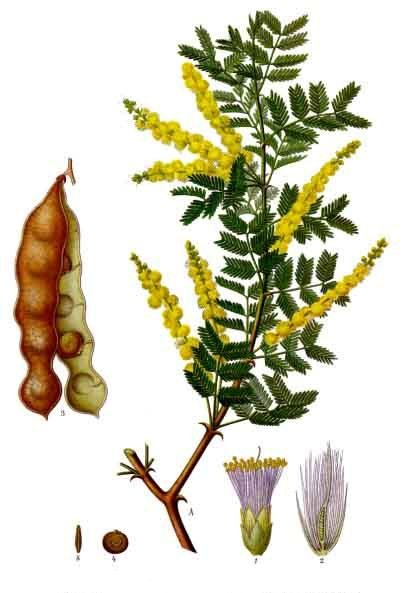